# Championnat de France masculin de handball 1998-1999
Navigation
Division 1 1997-1998 Division 1 1999-2000
Le championnat de France de Division 1 masculin 1998-1999 est le plus haut niveau de handball en France.
Le Montpellier Handball conserve son titre de champion de France, le 3e de son histoire.

## Participants
| Club                      | Saison 97/98 |
| ------------------------- | ------------ |
| Montpellier Handball      | 1er          |
| SO Chambéry               | 2e           |
| Spacer's de Toulouse      | 3e           |
| US Dunkerque              | 4e           |
| Girondins de Bordeaux HBC | 5e           |
| UMS Pontault-Combault HB  | 6e           |
| US Ivry HB                | 7e           |
| Massy Essonne Handball    | 8e           |
| PSG-Asnières              | 9e           |
| SC Sélestat               | 10e          |
| US Créteil                | 11e          |
| Cavigal Nice Côte d'Azur  | 12e          |
| HBC Villeneuve-d'Ascq     | 1er Div. 2   |
| Istres Sports             | 2e Div. 2    |

### Effectif des équipes
L'effectif des équipes et, entre parenthèses, les clubs où évoluaient les joueurs en question la saison précédente (transfert) sont:
- Girondins de Bordeaux HBC
  - Entraîneur : Michel Proères.
  - Effectif : Bos, Arriubergé - Rouvier (Nice, D1), Besta, Goyheneix, Pinto (Benfica Lisbonne, D1 portugaise), Arquez, Pomarède, Brachet, Ignol (Dijon, D2), Rios, Trijoulet, Bouquin, Francastel.
- SO Chambéry
  - Entraîneur : Philippe Gardent, adjoint : Mario Cavalli.
  - Effectif : Varloteaux, Clémençon - L. Burdet, Moualek, Raphanel (Villeurbanne, D2), Chapel, Cloarec, Grossmann (Saint-Martin-d'Hères, N1), B. Gille, Cochet, Narcisse (Joinville Sports), G. Gille, Molliex, Borsos, Henry (SLUC Nancy, N1), Droy (Ivry, D1).
- US Créteil
  - Entraîneur : Thierry Anti.
  - Effectif : Turchi, Boissonnet (Massy, D1), Lemonne (Gien, D2) - Pons (Massy, D1), Bouriot, Boutrais (ACBB, D2), Duchemann, Roche, Quintallet (Dijon, D2), Mantes, Blin, Bezançon (ACBB, D2), Holder (Dijon, D2), Remili.
- US Dunkerque
  - Entraîneur : Jean-Pierre Lepointe.
  - Effectif : Mladenović, Katschnig - Bosquet, Calbry, Deheunynck, Delaporte, Dole (Massy, D1), Fruchart, Gradel, Gueusquin (SMEC Metz, D2), Gruselle, Martin, Petreski, Sylla, Vermersch.
- Istres Sports
  - Entraîneur : Franck Bulleux, adjoint : Gilles Derot
  - Effectif : Matrat, Capelle (OM, D2), Siracusa (Dijon, D2) - Ahouari (Créteil, D1), Beghouach, Belhaïdouche, Boudaouch, P. Delon, S. Delon, G. Derot, Keller (OM, D2), Laurain, Louis (Créteil, D1), N'Doumbe, Prandi (Wuppertal, D1 Allemande).
- US Ivry HB
  - Entraîneur : Claudio Cimelli et Daniel Hager.
  - Effectif : Albertini, Lukić - Allard, Gaudaire, Reverdy, Richard, Uríos (Vesprem, D1 Hongroise), Hadjali, Leandri (Dunkerque, D1), Yant (Cuba), Moretti, Thomas (Montreuil, N1), Guilbert, Smajlagić, Largent, Carrère.
- Massy Essonne Handball
  - Entraîneur : Gilles Lénaff
  - Effectif : Lassaut, Siffert - Bornot, Charloton, Coute, Dambreville, David, Fournier, Happe, Loutoufi, Mancel, Martin, Moreau, Spinasse et Todorovic.
- Montpellier Handball
  - Entraîneur : Patrice Canayer, adjoint : Didier Marcy.
  - Effectif : Karaboué, Toacsen, Sekiou - Busselier, Dinart, D. Kabengele, C. Kabengele, Junillon, F. Anquetil, Cazal, Puigségur, Serrano, Gherbi, Golić, Grégory, Burdet, G. Anquetil.
- Cavigal Nice Côte d'Azur
  - Entraîneur : Ilian Vassilev.
  - Effectif : Aubel, Defilippi, Isotton (Villemomble, N1), Vassilev - Berettoni, Denain, Drusian, Icart, Kolaylakov, Lhote, Marais, Mouchot, Odael (Cuba), Parmentelot, Pistolesi, Rea, Evtimov.
- UMS Pontault-Combault HB
  - Entraîneur : Philippe Germain.
  - Effectif : Paruta, Bourguignon (ACBB, D2) - Remaï, Mocanu, Rigault, Schwartz, Courteaux, Boulant, Taï, Popovici, Sapet (Créteil, D1), Mourlon (Gien, D2).
- PSG-Asnières
  - Entraîneur : Nicolas Cochery, adjoint : Maxime Spincer
  - Effectif : Franck, Bertreux - Racine, Leton, S. Richardson, Zuniga, Farrenc, Lewis, Motte, Arive, Latchimy (Wallau-Massenheim, D1 Allemande), Payet, Stojiljkovic, Abdel-Warès.
- SC Sélestat
  - Entraîneur : Radu Voina, adjoints : François Berthier  et Pierre Erbelin.
  - Effectif : Boulanghien, T. Omeyer - Demangeon, Dobrescu, Engel (Schutterwald, D1 Allemande), Gâteau, Karcher, Lhou Moha, C. Omeyer, Pabst, Sayad, Schmidt, Silber, Stachnick, Willmann.
- Spacer's de Toulouse
  - Entraîneur : Claude Onesta et Alain Raynal.
  - Effectif : Birades, Ploquin (Bordeaux, D1) - Carniel, Plantin, Lartigue, Kempé, Woum Woum, Negrel, Fernandez, Caillard, Chevalier, Prisăcaru, Prieto (Billère, N1), Narboni.
- HBC Villeneuve-d'Ascq
  - Entraîneur : Patrick Passemard.
  - Effectif : Delattre, Pavillard (Saintes, D2) - Caillat (OM, D2), Delporte, Fressier (Cesson-Sévigné, N1), B. Manavit, A. Manavit, Neguede, Nikolic (Japha, D1 Macédoine), Romero Cornill (Cuba), Segers, Rousseze (Dijon, D2), Vandenbosche, Pommelet.

## Compétition

### Classement final
Le classement final du championnat de France 1998-1999 est:
|    | Équipe                       | Pts | J  | G  | N | P  | Bp  | Bc  | Diff |
| -- | ---------------------------- | --- | -- | -- | - | -- | --- | --- | ---- |
| 1  | Montpellier Handball (T),(F) | 43  | 24 | 21 | 1 | 2  | 615 | 510 | 105  |
| 2  | SO Chambéry                  | 37  | 24 | 18 | 1 | 5  | 602 | 538 | 64   |
| 3  | US Dunkerque                 | 34  | 23 | 16 | 2 | 6  | 580 | 532 | 48   |
| 4  | UMS Pontault-Combault        | 29  | 24 | 13 | 3 | 8  | 623 | 581 | 42   |
| 5  | US Ivry                      | 26  | 24 | 13 | 0 | 11 | 570 | 558 | 12   |
| 6  | PSG-Asnières                 | 22  | 24 | 11 | 0 | 13 | 594 | 582 | 12   |
| 7  | Girondins de Bordeaux HBC    | 22  | 24 | 10 | 2 | 12 | 572 | 594 | -22  |
| 8  | Spacer's de Toulouse         | 21  | 24 | 9  | 3 | 12 | 614 | 611 | 3    |
| 9  | SC Sélestat                  | 16  | 24 | 7  | 2 | 15 | 512 | 550 | -38  |
| 10 | US Créteil                   | 16  | 24 | 5  | 6 | 13 | 491 | 544 | -53  |
| 11 | HBC Villeneuve-d'Ascq (P)    | 16  | 24 | 8  | 0 | 16 | 513 | 570 | -57  |
| 12 | Istres Sports (P)            | 15  | 24 | 6  | 3 | 15 | 565 | 612 | -47  |
| 13 | Massy Essonne Handball       | 15  | 24 | 7  | 1 | 16 | 536 | 605 | -69  |
| 14 | Nice Côte d'Azur             | 00  | 00 | 0  | 0 | 0  | 000 | 000 |      |

|     | Champion de France 1998-1999 et qualifié pour la Ligue des champions |
|     | Qualifié pour la Coupe de l'EHF                                      |
|     | Qualifié pour la Coupe des Villes                                    |
|     | Relégation en Division 2                                             |
| (T) | Tenant du titre                                                      |
| (F) | Vainqueur de la Coupe de France                                      |
| (P) | Promu de Division 2 en début de saison                               |

## Effectif du champion
Parmi les joueurs qui composent le Montpellier Handball, on trouve notamment,,,, :

## Statistiques et récompenses

### Equipe-type
À l'issue du championnat, les meilleurs joueurs sont, :
- Meilleur joueur : Patrick Cazal (Montpellier Handball)
- Meilleur entraîneur : non décerné
- Meilleur gardien : Francis Franck (PSG-Asnières)
- Meilleur ailier gauche : Emmanuel Courteaux (UMS Pontault-Combault)
- Meilleur arrière gauche : Zoran Stojiljković (PSG-Asnières)
- Meilleur demi-centre : Andrej Golić (Montpellier Handball)
- Meilleur pivot : Bertrand Gille (SO Chambéry)
- Meilleur arrière droit : Patrick Cazal (Montpellier Handball)
- Meilleur ailier droit : Grégory Anquetil (Montpellier Handball)

### Meilleurs buteurs
Les 10 meilleurs buteurs du championnat sont :
| Rang | Joueur                | Club                      | Buts | Matchs | Moyenne |
| ---- | --------------------- | ------------------------- | ---- | ------ | ------- |
| 1    | Zoran Stojiljković    | PSG-Asnières              | 157  | 26     | 6,0     |
| 2    | Jérôme Fernandez      | Spacer's de Toulouse      | 145  | 26     | 5,6     |
| 3    | Nikola Vojinović      | PSG-Asnières              | 140  | 26     | 5,4     |
| 4    | Tome Petreski         | US Dunkerque              | 139  | 26     | 5,3     |
| 5    | Bertrand Gille        | SO Chambéry               | 135  | 26     | 5,2     |
| 6    | Frédéric Louis        | Istres Sports             | 132  | 26     | 5,1     |
| 7    | Jean-Charles Spinasse | Massy Essonne Handball    | 126  | 26     | 4,8     |
| 8    | Ciprian Beșta         | Girondins de Bordeaux HBC | 126  | 26     | 4,8     |
| 9    | Cyril Happe           | Massy Essonne Handball    | 124  | 26     | 4,8     |
| 10   | Patrick Cazal         | Montpellier Handball      | 121  | 26     | 4,7     |